# Aramus
Aramus is een vogelgeslacht uit de familie Koerlans (Aramidae) uit de orde Kraanvogelachtigen. Het geslacht telt één soort.

## Taxonomie
- Aramus guarauna – Koerlan